# Criminal Minds: Beyond Borders
Criminal Minds: Beyond Borders é o segundo Spin-Off e terceira série da franquia Criminal Minds, que estreou em 16 de março de 2016 derivando do episódio Beyond Borders de Criminal Minds, que foi ao ar no dia 8 de abril de 2015, no episódio a equipe da BAU viaja até Barbados com a equipe internacional, para investigar o desaparecimento de uma família americana no aeroporto. O episódio foi visto por 10,3 milhões de telespectadores na exibição original, e recebeu um bom clamor da crítica.
No dia 8 de maio de 2015 a série foi confirmada pela emissora CBS 
A série foi originalmente planejada para estrear dia 8 de março de 2016 mas foi adiada por duas semanas,estreando assim dia 16 de março. Era exibida imediatamente após a série original Criminal Minds.
Em 8 de maio a CBS renovou a série para uma segunda temporada.
Em 14 de maio de 2017, a CBS cancelou a série após duas temporadas

## Crítica
O episódio piloto Beyond Borders recebeu uma boa aclamação por parte da crítica especializada, porém ficou com média 6,9 no IMDb embora para muitos o IMDb não seja um fator de peso neste caso.

## Enredo
O líder da equipe é Jack Garrett (Gary Sinise, de CSI:NY), um veterano do FBI, e amigo pessoal de David Rossi interpretado por Joe Mantegna, viaja com sua equipe: Ally Lambert, (Anna Gunn) linguista e especialista em Direito Internacional; e Matt Simmons (Daniel Henney) filho de um militar e que morou em diversos países, para diversos países no intuito de ajudar cidadãos americanos em perigo. No QG fica o analista técnico da equipe, Monty (Tyler James Williams, de Todo mundo odeia o Chris), que também é responsável por entrar contatar os familiares das vítimas.
No episódio piloto, que foi ao ar em Abril de 2015, a atriz Anna Gunn de Breaking Bad interpretou Ally, mas quando a série foi aprovada, ela deixou o elenco.

## Elenco

### Elenco principal
- Jack Garrett (Gary Sinise), Agente Especial Supervisor Sênior e Chefe da Unidade Internacional.

Garrett é um veterano de 20 anos com o FBI. Jack é o chefe da unidade internacional de resposta (IRT). Em sua vida pessoal, Garrett é casado com Karen (Sherry Stringfield) e, juntos, tem seis filhos, incluindo os mais velhos, um filho chamado Ryan e seu filho do meio, uma filha chamada Josie.
- Clara Seger (Alana de la Garza), Agente Especial de Supervisão Sênior, Especialista em Linguística e Antropóloga Cultural.

Seger é um antropólogo cultural inteligente, bem-viajado e multilíngüe e agente especial do IRT. Antes de se juntar ao IRT em outubro de 2015, Seger estava casado com um homem chamado Brad, que era um agente coletivo e, como ela, conhecia Jack. Em 2013, ela tomou um ano sabático do FBI depois que seu marido Brad morreu, durante o qual ela visitou países em todo o mundo.
- Matthew Simmons (Daniel Henney), agente especial de supervisão e agente de operações especiais.

Simmons é um agente de operações especiais e agente especial com o IRT. Simmons é casado com sua esposa Kristy (Kelly Frye) e tem um total de quatro filhos, incluindo dois meninos Jake e David e filhas gêmeas, todas com menos de três anos. Ele era um ex-membro de uma unidade Special Ops, e sua experiência com a unidade permitiu que ele aprimorasse suas habilidades de criação de perfil.
- Russ Montgomery (Tyler James Williams), Agente Especial de Supervisão e Analista Técnico.

Montgomery é um analista técnico do IRT. Ele mantém uma atitude positiva, embora ele a mostre de uma maneira diferente. Além de seu trabalho como analista técnico, ele mantém contato com as famílias das vítimas da pátria americana, enquanto o resto do grupo está ausente.
- Mae Jarvis (Annie Funke), agente especial de supervisão e examinadora médica.

Jarvis é um examinador médico e agente especial do IRT. Jovem e espalhafatosa, Mae tem um relacionamento de irmão divertido com Simmons e estava no FBI puramente como examinador médico antes de ser levado para o IRT como um médico legista residente para ignorar a burocracia burocrática em vários países. Nos eventos da primeira temporada, Mae tornou-se um agente de campo do FBI totalmente qualificado, além de ser o residente do IRT ME.

### Recorrente
- Karen Garrett (Sherry Stringfield), Karen é a esposa de Jack e a mãe de seus seis filhos.
- Josie Garrett (Brittany Uomoleale), Josie é a filha do meio dos seis filhos de Jack e Karen Garret.
- Kristy Simmons (Kelly Frye), Kristy é a esposa de Matthew Simmons e a mãe de seus quatro filhos, Jake e David Simmons e suas duas filhas.
- Jake Simmons (Ezra Dewey), Jake é filho de Matthew e Kristy Simmons e irmão gêmeo de David Simmons.
- David Simmons (Declan Whaley), David é filho de Matthew e Kristy Simmons e irmão gêmeo de Jake Simmons.
- Ryan Garret (Matt Cohen), Ryan é o filho mais velho de Jack e Karen, que foi aceito e recebeu treinamento na FBI Academy. Mais tarde, ele se tornou um agente secreto no México, onde se cruzou com o IRT na segunda temporada.

| Personagem | Personagem | Personagem | Personagem |
| ---------- | ---------- | ---------- | ---------- |
|            | Principal  |            | Recorrente |

| Gary Sinise          | Jack Garrett          | Líder da Equipe                   |  |  |
| Daniel Henney        | Matthew Simmons       | Agente do FBI                     |  |  |
| Alana de la Garza    | Clara Seger           | Agente do FBI                     |  |  |
| Annie Funke          | Mae Jarvis            | Médica da equipe/ Agente do FBI   |  |  |
| Tyler James Williams | Russ Montgomery Monty | Analista Técnico/ Agente do FBI   |  |  |
| Sherry Stringfield   | Karen Garrett         | Esposa de Jack Garrett            |  |  |
| Brittany Uomoleale   | Josie Garrett         | Filha de Jack e Karen Garrett     |  |  |
| Kelly Frye           | Kristy Simmons        | Esposa de Matthew Simmons         |  |  |
| Ezra Dewey           | Jake Simmons          | Filho de Matthew e Kristy Simmons |  |  |
| Declan Whaley        | David Simmons         | Filho de Matthew e Kristy Simmons |  |  |
| Matt Cohen           | Ryan Garret           | Filho mais velho de Jack e Karen  |  |  |

## Episódios
No total, 26 episódios de Beyond Borders foram transmitidos, além do episódio piloto, "Beyond Borders".
| Temporada | Temporada | Episódios | Exibição Original   | Exibição Original  |
| Temporada | Temporada | Episódios | Estreia             | Fim                |
| --------- | --------- | --------- | ------------------- | ------------------ |
|           | Piloto    | Piloto    | 8 de abril de 2015  | 8 de abril de 2015 |
|           | 1         | 13        | 16 de março de 2016 | 25 de maio de 2016 |
|           | 2         | 13        | 8 de março de 2017  | 17 de maio de 2017 |